# والنتینا سمرنکو
والنتینا سمرنکو (اوکراینی: Валентина Олександрівна Семеренко؛ زادهٔ ۱۸ ژانویهٔ ۱۹۸۶) ورزشکار دوگانه اهل اوکراین است.